# Papilomatosis laríngea
La papilomatosis de laringe, o papilomatosis respiratoria recurrente, se considera como una enfermedad rara (2 por cada 100.000 adultos y 4,5 por cada 100.000 niños), es una infección de garganta causada por un virus del papiloma humano (HPV). Causa tumores y papilomas, que se desarrollan sobre un período de tiempo. Sin tratamiento es potencialmente fatal ya que un crecimiento descontrolado puede obstruir las vías aéreas. La papilomatosis laríngea es causada por VPH de tipos 6 y 11, en los cuales se forman tumores benignos en la laringe u otras áreas de las vías respiratorias. Estos tumores pueden reaparecer con frecuencia, pueden requerir cirugía repetitiva y pueden interferir con la respiración. La enfermedad se puede tratar con cirugía y antivirales. Además, la terapia antiangiogénica muestra resultados prometedores.
La Papilomatosis laríngea recurrente es una enfermedad crónica que consiste en la proliferación de lesiones benignas exofíticas en el tracto respiratorio superior, afectando fundamentalmente a las cuerdas vocales. En el 30% de las ocasiones puede extenderse al tracto respiratorio inferior y digestivo.

## Signos y Síntomas

### Adultos
En los adultos, los síntomas de la papilomatosis laríngea son ronquera, o una voz tensa o entrecortada. El tamaño y la ubicación de los tumores afectan el cambio en la voz de la persona. Las dificultades respiratorias se presentan más comúnmente en los niños. 

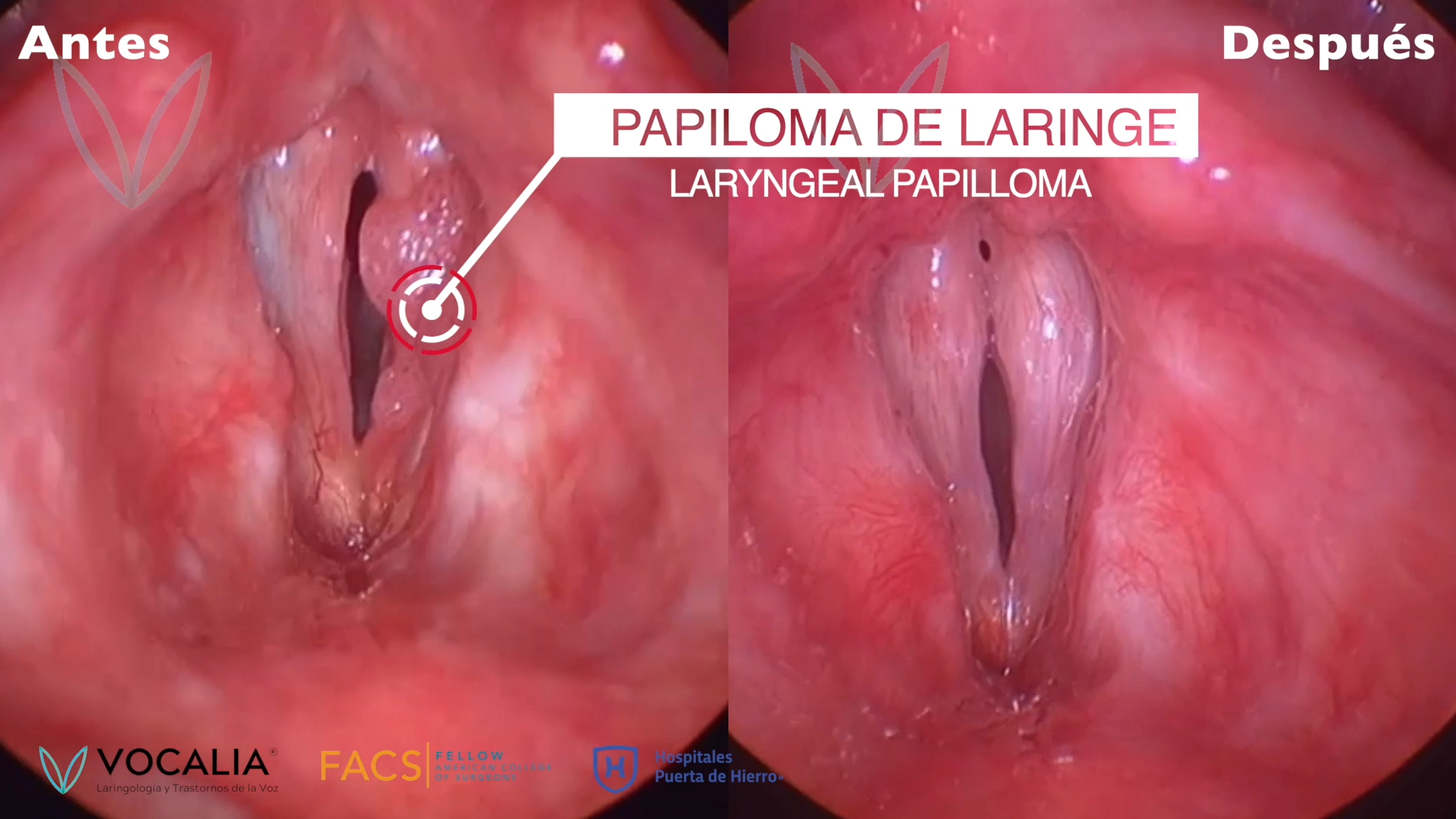
Papilomatosis Laríngea Recurrente

### Niños
En bebés y niños pequeños, los signos y síntomas incluyen un llanto débil, dificultad para tragar, respiración ruidosa y tos crónica. La respiración ruidosa puede ser un estridor, que puede sonar como un silbido o un ronquido, y es una señal de que las partes laríngea o traqueal de las vías respiratorias se están estrechando

## Transmisión
En general, los médicos no están seguros sobre qué causa que ciertas personas desarrollen papilomatosis laríngea mientras que otras que han estado expuestas a los tipos 6 y 11 del VPH no desarrollan la enfermedad. Debido a que la enfermedad se encuentra más comúnmente en los niños, la enfermedad puede ser causada porque el bebé contrae el VPH de la madre durante el parto vaginal. No hay evidencia de que se transmita a través del sexo oral, y no se considera una enfermedad de transmisión sexual. Aunque no se cree que la papilomatosis laríngea se deba a la transmisión sexual, las infecciones genitales maternas de VPH con los tipos 6 y 11 son el resultado de la transmisión sexual. Las infecciones con estos tipos de VPH pueden causar verrugas genitales y pueden prevenirse mediante las vacunas contra el VPH que incluyen los antígenos del VPH 6 y 11 (por ejemplo, las vacunas cuadrivalentes o nonavalentes contra el VPH). Se espera que la vacunación sistemática de las niñas preadolescentes con estas vacunas prevenga las infecciones genitales persistentes por VPH 6 o VPH 11 entre las mujeres embarazadas y, por lo tanto, se previenen las infecciones laríngeas secundarias de sus recién nacidos que pueden llevar a la papilomatosis laríngea.

## Diagnóstico
Un médico puede diagnosticar la papilomatosis laríngea colocando un espejo en la boca del paciente para reflejar la luz en las cuerdas vocales y examinar la laringe. Con mayor frecuencia, un médico o un patólogo del habla y el lenguaje diagnostica la papilomatosis laríngea mediante una laringoscopia indirecta en el consultorio. Este procedimiento involucra la colocación de una cámara de fibra óptica flexible a través de la nariz del paciente para ver las cuerdas en la garganta o el uso de una cámara rígida y recta colocada a través de la boca para ver las cuerdas vocales .

La forma más precisa de diagnosticar la papilomatosis laríngea es realizar una biopsia y analizar la lesión para detectar el VPH. Este procedimiento se realiza en una sala de operaciones con el paciente bajo anestesia general. Esta es a veces la mejor opción para los niños pequeños. Esta enfermedad se diagnostica erróneamente como asma, crup o bronquitis crónica.Las consecuencias pueden ser graves, ya que los papilomas están obstruyendo al menos parcialmente las vías respiratorias para causar estos síntomas y deben eliminarse de inmediato.

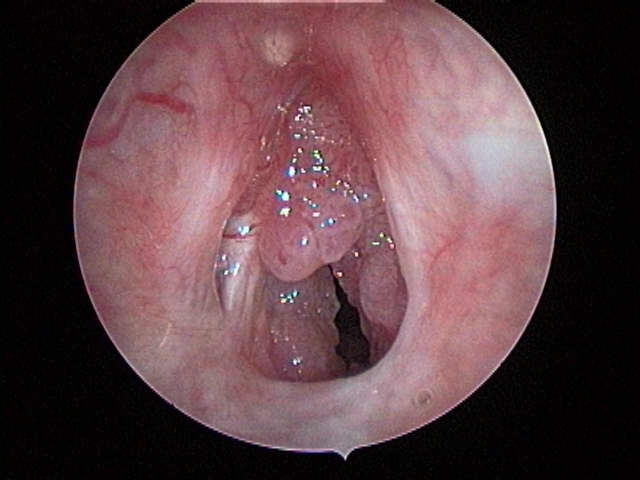
Papilomatosis Laríngea

## Tratamiento
La Cirugía tradicional y la cirugía con láser KTP. una extirpación "sin contacto" del tejido afectado, son formas de tratamiento para la papilomatosis laríngea. La eliminación con láser de KTP es el método de eliminación más eficiente. El láser de KTP debe usarse precisamente para prevenir cicatrices, fibrosis y malformación de laringe , En los niños, el láser de KTP es eficaz para eliminar los papilomas de la laringe. La terapia fotodinámica controla los tumores mediante el uso de tintes específicos y luz brillante para iluminar los tumores. En este procedimiento, un médico inyecta un tinte sensible a la luz que sólo es absorbido por los tumores. Luego el médico activa el tinte utilizando una luz brillante, y los tumores son eliminados. Este procedimiento también ha sido capaz de disminuir el número de reaparici´no de tumores.
Otro método es la traqueostomía, que reorienta el aire alrededor del área afectada. Se hace una incisión en la parte frontal del cuello del paciente y se inserta un tubo traqueal a través de un orificio (estoma) en la tráquea. El paciente es entonces capaz de respirar a través del tubo. Aunque esto es generalmente temporal, algunos pacientes deben usar el tubo indefinidamente. Este método debe evitarse si es posible, ya que la inserción de un tubo traqueal puede hacer que los tumores se extiendan hacia los pulmones. 
Muchos medicamentos antivirales como el Cidofovir se han utilizado para tratar la papilomatosis laríngea, pero ninguno de ellos detiene completamente el crecimiento de los tumores. La mayoría de los antivirales se inyectan para controlar la frecuencia de crecimiento del tumor.  La eficacia de los mismos está debatida y sujeta a investigación. Algunos efectos secundarios de los antivirales incluyen mareos, dolores de cabeza y dolores corporales. La quimioterapia adyuvante con interferón se puede utilizar en casos muy graves. Independientemente del tratamiento utilizado, los tumores reaparecerán. En los casos graves, los tumores pueden presentarse una o dos veces al mes. En casos menos severos, los tumores pueden ocurrir una o dos veces al año. Adicionalmente, la terapia del habla puede ser beneficiosa para ayudar con la higiene vocal y el reentrenamiento de la voz.